# Aloe buchlohii
Aloe buchlohii (Алое Бухло)  — сукулентна рослина роду алое.

## Етимологія
Видова назва дана на честь професора Гюнтера Бухло (1923-; нім. Günther Buchloh), німецькиого ботаніка зі Штутгарта, який збирав рослини разом з професором Вернером Рау на Мадагаскарі в 1961 році.

## Історія
Вид вперше був описаний німецьким ботаніком Вернером Рау у 1966 році у спільному щомісячному журналі Німецького товариства любителів кактусів (DKG), Швейцарського товариства любителів кактусів (SKG) та Австрійського товариства любителів кактусів (GÖK) «Кактуси та інші суккуленти».

## Морфологічні ознаки
Як правило, рослина складається з декількох тіл, буває також одиночною. Листя в розетці в числі 10-20, розміром близько 40-50x3 см, зелені, дуже часто з червоним відтінком. Листки не щільні, особливо рідкісні при основі. По краях листки мають зубчики близько 3 мм завдовжки, розташовані на відстані 8-10 мм, як правило, мають коричневий кінчик. Суцвіття завдовжки до 60 см, як правило, прості, в культурі гілкуються до 3 гілок. Квіти жовті або блідо-рожеві, завдовжки 25 мм і 7 мм в діаметрі.

## Споріднені види
Aloe buchlohii легко сплутати з Aloe schomeri, Aloe werneri і певною мірою з Aloe versicolor, рослини відрізняються більш-менш довжиною суцвіття.

## Поширення
Aloe buchlohii — ендемічна рослина Мадагаскару. Зустрічається в південно-східній частині провінції Туліара, на захід від містечка Манантеніна (англ. Manantenina).

## Місця зростання
Вид зростає на голих гнейсових породах на висоті до 500 метрів над рівнем моря. Відомо 2—5 локалітетів.

## Охоронні заходи
Вид включений до додатку II конвенції про міжнародну торгівлю видами дикої фауни і флори, що перебувають під загрозою зникнення (CITES).

## Вирощування в культурі
Aloe buchlohii не особливо рідкісна, хоча й не дуже поширена рослина в колекціях. У культурі вона зростає меншою за розміром, ніж у природному середовищі, в той же час, рожеві квіти при цьому трапляються набагато частіше, ніж чисто жовтого кольору. Існує цілий ряд цікавих гібридів, які походять від цього виду.